# ذهب ياماشيتا

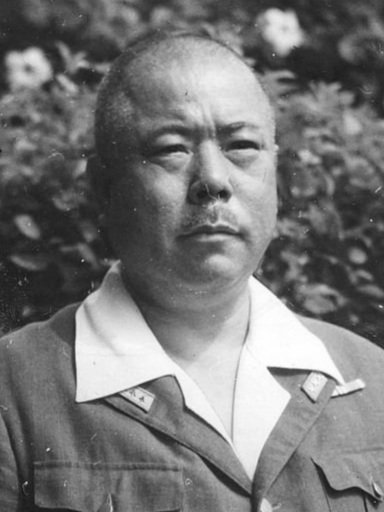

ذهب ياماشيتا الذي يشار إليه أيضًا باسم كنز ياماشيتا، هو الاسم الذي يُطلق على نهب الحرب المزعوم الذي سرقته القوات الإمبراطورية اليابانية في جنوب شرق آسيا خلال الحرب العالمية الثانية والمخبأة في الكهوف والأنفاق والمجمعات تحت الأرض في الفلبين. سُميت على اسم الجنرال الياباني تومويوكي ياماشيتا الملقب بـ «نمر مالايا». على الرغم من أن الروايات التي تفيد بأن الكنز لا يزال مخفيًا في الفلبين قد جذبت الباحثين عن الكنوز من جميع أنحاء العالم لأكثر من خمسين عامًا، إلا أن معظم الخبراء يرفضون وجوده. كان الكنز المشاع موضوع دعوى قضائية معقدة تم رفعها في محكمة ولاية هاواي في عام 1988 متورطًا فيها صائد الكنوز الفلبيني روجيليو روكساس، والرئيس الفلبيني السابق فرديناند ماركوس.

## نهب الذهب
من أبرز أولئك الذين جادلوا حول وجود ذهب ياماشيتا ستيرلنج سيغريف وزوجته بيغي سيغريف، اللذان ألفا كتابين يتعلقان بالموضوع: سلالة ياماتو، التاريخ السري للعائلة الإمبراطورية اليابانية وأُصدر في عام 2000، والمحاربون الذهبيون: السر الأيريكي في استعادة ذهب ياماشيتا، والذي أُصدر في عام 2003. أوضحت الحكومة اليابانية أن النهب من جنوب شرق آسيا قد يمول المجهود الحربي الياباني. ويزعم سيغريفز أن هيروهيتو عيَن شقيقه الأمير ياسوهيتو تشيتشيبو لرئاسة منظمة سرية تدعى كين نو يوري («الزنبق الذهبي») لهذا الغرض. يُزعم أن العديد ممن يعرفون مواقع النهب قُتلوا أثناء الحرب أو حوكموا لاحقًا من قبل الحلفاء بتهمة ارتكاب جرائم حرب وتم إعدامهم أو سجنهم. أدين ياماشيتا نفسه بارتكاب جرائم حرب وأعدم من قبل الجيش الأمريكي في 23 فبراير 1946، في لوس بانوس، لاجونا الفلبين.
يقال إن الممتلكات المسروقة تضمنت أنواعًا مختلفة من الأشياء الثمينة المنهوبة من البنوك والمستودعات والمباني التجارية الأخرى والمتاحف والمنازل الخاصة والمباني الدينية. أخذت إسمها من الجنرال تومويوكي ياماشيتا الذي تولى قيادة القوات اليابانية في الفلبين عام 1944.
وفقًا لروايات مختلفة تركزت المسروقات في البداية في سنغافورة، ثم نُقلت لاحقًا إلى الفلبين. كان اليابانيون يأملون في شحن الكنز من الفلبين إلى جزر الوطن اليابانية بعد انتهاء الحرب. مع تقدم الحرب في المحيط الهادئ تسببت الغواصات التابعة للبحرية الأمريكية والطائرات الحربية المتحالفة في غرق شديد لشحن السفن التجارية اليابانية، غرقت بعض السفن التي تحمل الغنائم الحربية إلى اليابان في القتال.
في عام 1992 ادعت إيميلدا ماركوس أن ذهب ياماشيتا يمثل الجزء الأكبر من ثروة زوجها فرديناند ماركوس.
متحف الفلبين الوطني هو المسؤول عن إصدار تصاريح ورخص البحث عن الكنوز.

## المتشككون في الكنز
شكك ريكاردو خوسيه أستاذ التاريخ في جامعة الفلبين في النظرية القائلة بأن كنزًا من البر الرئيسي لجنوب شرق آسيا تم نقله إلى الفلبين: «بحلول عام 1943، لم يعد اليابانيون يسيطرون على البحار... لا معنى لذلك لجلب شيء ذي قيمة هنا عندما تعلم أنه سيضيع للأمريكيين على أي حال، الشيء الأكثر عقلانية هو إرساله إلى تايوان أو الصين».
علق رئيس المعهد التاريخي الوطني الفلبيني والمؤرخ أمبيث أوكامبو قائلاً: «اثنتان من أساطير الثروة التي أواجهها عادةً هما كنز ياماشيتا والقيل والقال بأن ثروة كوجوانغكو تأسست على كيسٍ من المال...»، كما قال أوكامبو: «على مدار الخمسين عامًا الماضية، قضى كثير من الناس من الفلبينيين والأجانب وقتهم ومالهم وطاقتهم في البحث عن كنز ياماشيتا بعيد المنال»، وأشار البروفيسور أوكامبو إلى أن «ما يجعلني أتساءل هو أنه على مدار الخمسين عامًا الماضية، على الرغم من كل الباحثين عن الكنوز وخرائطهم وشهاداتهم الشفوية وأجهزة الكشف عن المعادن المتطورة لم يعثر أحد على شيء». 

## دعوى روجيليو روكساس
في أذار 1988، رفع باحث كنوز فلبيني يدعى روجيليو روكساس دعوى قضائية في ولاية هاواي ضد الرئيس السابق للفلبين فرديناند ماركوس وزوجته إيميلدا ماركوس بتهمة السرقة وانتهاكات حقوق الإنسان. ادعى روكساس أنه التقى في باغويو في عام 1961 بابن عضو سابق في الجيش الياباني الذي حدد له موقع كنز ياماشيتا الأسطوري. ادعى روكساس أن رجلاً ثانيًا، عمل كمترجم ياماشيتا أثناء الحرب العالمية الثانية أخبره عن زيارة غرفة تحت الأرض هناك حيث توجد مخازن من الذهب والفضة وأخبره عن بوذا ذهبي محفوظ في دير يقع بالقرب من غرف تحت الأرض. كما ادعى روكساس أنه في عام 1971، اكتشف هو ومجموعته غرفة مغلقة على أراضي الدولة بالقرب من مدينة باجيو حيث عثر على الحراب وسيوف الساموراي وأجهزة الراديو وبقايا الهياكل العظمية يرتدون الزي العسكري الياباني.وجد أيضًا في الغرفة كما زعم روكساس، كان بوذا ذهبي يبلغ ارتفاعه 3 أقدام (0.91 م) والعديد من الصناديق المكدسة.ادعى أنه فتح صندوقًا واحدًا فقط فوجده مليئًا بسبائك الذهب، قال إنه أخذ من الغرفة تمثال بوذا الذهبي، الذي قدر وزنه بـ 1000 كيلوغرام، وصندوقًا يحتوي على 24 سبيكة ذهبية، وأخفاها في منزله. وزعم أنه أعاد إغلاق الغرفة لحفظها حتى يتمكن من ترتيب الصناديق المتبقية، التي يشتبه في أنها مليئة أيضًا بقضبان ذهبية، قال روكساس إنه باع سبعة من سبائك الذهب من الصندوق المفتوح، وسعى إلى مشترين محتملين لبوذا الذهبي. وزعم روكساس أنه بعد ذلك بوقت قصير علم الرئيس فرديناند ماركوس باكتشاف روكساس وأمره باعتقاله وضربه ومصادرة بوذا والذهب المتبقي. زعم روكساس أنه انتقاما لحملته الصوتية لإستعادة بوذا وبقية الكنز المأخوذ منه، استمر فرديناند في تهديد روكساس وضربه وسجنه في النهاية لأكثر من عام.
بعد الإفراج عنه علق روكساس ادعاءاته ضد ماركوس حتى خسر فرديناند الرئاسة في عام 1986. ولكن في عام 1988، رفعت شركة روكساس وشركة غولدن بوذا التي تمتلك الآن حقوق ملكية الكنز الذي سُرقت منه شركة روكساس دعوى ضده. فرديناند وزوجته إيميلدا في محكمة ولاية هاواي يطالبان بتعويضات عن السرقة وانتهاكات حقوق الإنسان المحيطة التي ارتكبت ضد روكساس. توفي روكساس عشية المحاكمة، ولكن قبل وفاته أدلى بشهادة الإيداع التي سيتم استخدامها لاحقًا في الأدلة. في عام 1998، رأت المحكمة العليا في هاواي أن هناك أدلة كافية لدعم استنتاج هيئة المحلفين بأن روكساس عثر على الكنز وأن ماركوس حوله. ومع ذلك نقضت المحكمة حكم الضرر معتبرة أن التعويض بقيمة 22 مليار دولار للغرفة المليئة بالذهب كان تخمينيًا للغاية، حيث لم يكن هناك دليل على الكمية أو الجودة، وأمرت بجلسة استماع جديدة بشأن قيمة تمثال بوذا الذهبي و 17 سبيكة من الذهب فقط.
إنتهت هذه الدعوى في النهاية إلى أن روكساس عثر على كنز، وعلى الرغم من أن محكمة ولاية هاواي لم تكن مطالبة بتحديد ما إذا كان هذا الكنز بالتحديد هو ذهب ياماشيتا الأسطوري، فإن الشهادة التي إستندت إليها المحكمة في التوصل إلى استنتاجها أشارت في هذا الإتجاه. ويُزعم أن روكساس كان يتابع خريطة لابن جندي ياباني، يُزعم أن روكساس اعتمدت على نصائح قدمها مترجم ياماشيتا، وزُعم أن روكساس عثروا على سيوف الساموراي وهياكل عظمية لجنود يابانيين ميتين في غرفة الكنز. أدى كل هذا إلى قيام محكمة إستئناف الدائرة التاسعة بالولايات المتحدة بتلخيص الإدعاءات التي أدت إلى الحكم النهائي الصادر عن روكساس على النحو التالي: «عثر روكساس على كنز ياماشيتا وسرقه رجال ماركوس من روكساس». 

## في الثقافة الشعبية
- ذهب ياماشيتا على الرغم من عدم ذكره بهذا الاسم يعمل كعنصر رئيسي في «رمز التشفير»، وهي رواية كتبها نيل ستيفنسون.
- فيلم عن الكنز المزعوم " Yamashita: The Tiger's Treasure "، تم إصداره في الفلبين في عام 2001،[4] يحكي قصة أسير حرب فلبيني سابق وحفيده ممزقين بين عملاء سريين وجندي ياباني سابق فاسد مهتم بالنهب المدفون، الجد هو الشخص الوحيد الباقي على قيد الحياة الذي يعرف مكان الكنز المدفون.
- ناقشت حلقة من المسلسل التلفزيوني الأمريكي Unsolved Mysteries ، تم بثها لأول مرة على التلفزيون الأمريكي في 27 يناير 1993، مصير المسروقات التي من المفترض أن الجنرال ياماشيتا حشدها.
- يركز الجزء الأخير من لعبة وحدة التحكم Medal of Honor: Rising Sun على الذهب.
- برنامج تلفزيوني، كنز ياماشيتا، بثته ميدياكورب ميديا كورب في سنغافورة في عام 2010.
- بدأت قناة قناة التاريخ التلفزيونية بث مسلسل وثائقي بعنوان Lost Gold of World War II في مارس 2019، بعد فريق من المحققين الأمريكيين الذين يبحثون عن الذهب.